# Łarysa Marozawa
Łarysa Piatrouna Marozawa (biał. Ларыса Пятроўна Марозава; zm. na początku stycznia 1948 w łagrze Elgen) – białoruska poetka, ofiara stalinizmu.

## Życiorys
O jej życiu niewiele dziś wiadomo. Przyszła na świat w Mołodecznie (data nie jest znana), tam też pracowała jako nauczycielka. 22 maja 1938 roku wyszła za mąż za lejtnanta NKWD Alaksieja Marozawa. W dniu wesela została pierwszy raz zatrzymana przez NKWD. W końcu lipca 1938 roku jej mąż został aresztowany i wkrótce rozstrzelany. O jego śmierci jego żona nie została jednak powiadomiona. Sama Marozawa została w styczniu 1939 roku za rzekomy udział w organizacji nacjonalistycznej i skazana na karę 10 lat łagrów. Więziona była w Magadanie i obozie Elgen. Marozawa, kiedy dowiedziała się o śmierci męża, zrozpaczona wyszła z baraku na mróz. Jej ciało znaleziono kilka dni później.
Białoruski historyk i pisarz Anatol Bałachanowicz pisze książkę o losie poetki.

## Twórczość
Osadzona w łagrach Łarysa Marozawa zaczęła pisać wiersze, posługując się zarówno językiem rosyjskim, jak i białoruskim. Wiersze w języku rosyjskim sygnowała pseudonimem Erinija (Эриния), natomiast te w języku białoruskim podpisywała pseudonimem Lesia Biełaruska (Леся Беларуска). Rosyjskojęzyczny poeta z Ukrainy Wasyl Małagusz zachował wiersze poetki i zainteresował jej losami i twórczością pisarkę Alenę Kobiec-Filimonową. Ta zamieściła jego wspomnienia wraz z 21 wierszami poetki w książce Karelskija Kurapaty 1937-1938. Reha Gułaga. Oprócz tego, w 1997 i 1999 roku w czasopiśmie Połymia opublikowano część z utworów poetki.